# Buguma
Buguma é uma cidade do estado de Rios, na área de Asari-Toru, na Nigéria. Em 2016, havia 135 404 habitantes.